# Cor (música)

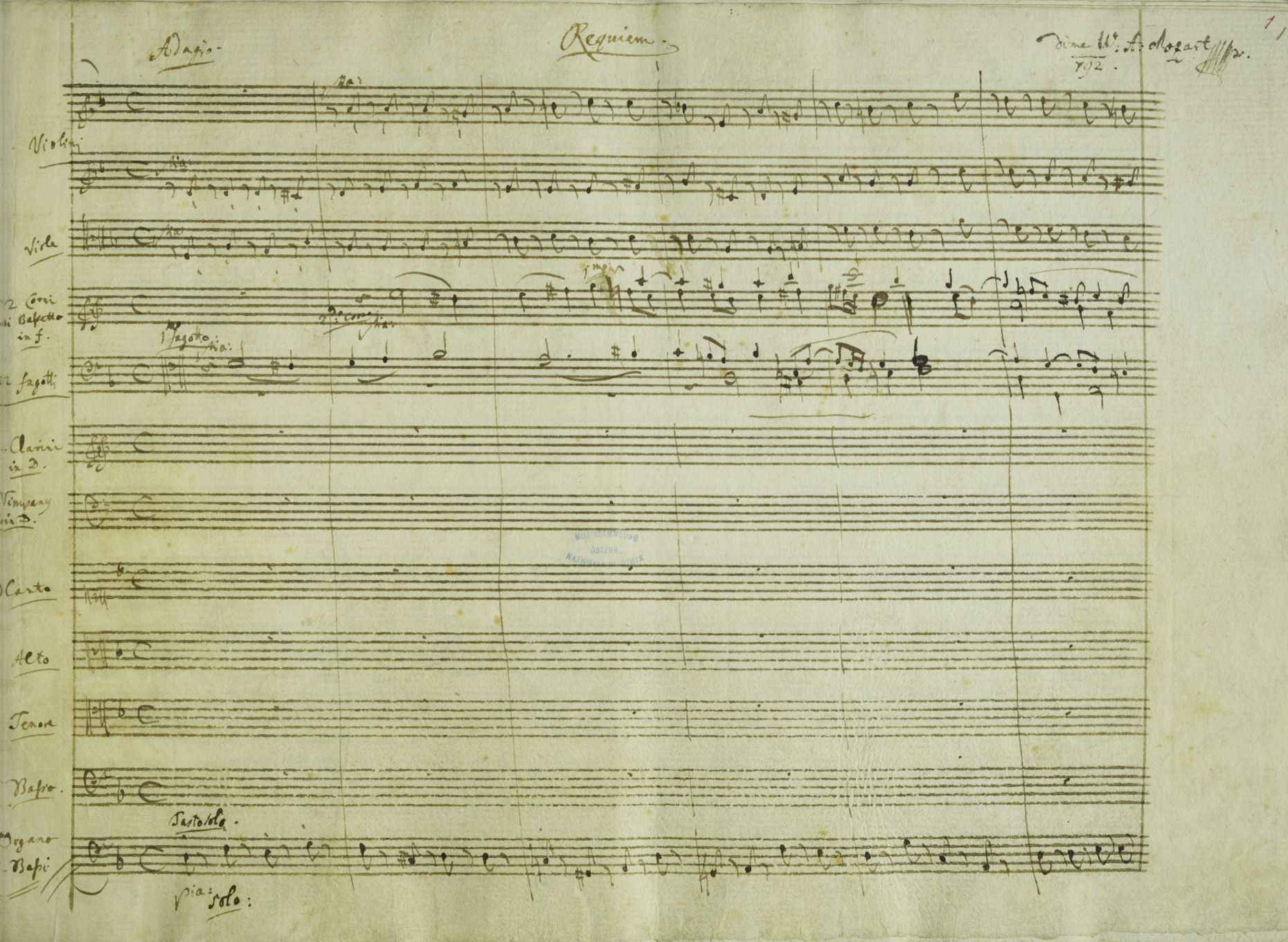
Fragment del Requiem en re menor KV 626 (pòstum) de Wolfgang Amadeus Mozart.

Un cor és una agrupació musical de caràcter exclusivament vocal, format per cantaires que canten col·lectivament, sovint conduïts per un director. Per tant, el terme cor s'oposa a qualsevol tipus d'agrupació de veus solistes. Pres en aquest sentit, el mot cor és bàsicament sinònim de coral i també d'orfeó, tot i que sovint fan referència a diferències tant en la composició del grup com en la seva funció. L'agrupació coral més habitual, és la formada per quatre veus mixtes: sopranos, contralts, tenors i baixos. Un cor pot cantar amb acompanyament instrumental o sense. Quan ho fan sense acompanyament, es diu que canten a cappella. L'acompanyament pot ser un sol instrument (sovint el piano), un petit grup instrumental, o fins i tot una orquestra simfònica. Segons l'edat i el sexe dels cantaires, es parla de: Cor d'infants, coral infantil o cor de veus blanques, Cor de dones, Cor d'homes, Cor mixt (homes i dones), Cor de veus iguals.
L'estructura més estandarditzada de les corals és un cor mixt a quatre veus: dues cordes per als homes –que anomenem tenors i baixos–, mentre que les sopranos i les contralts són les cordes femenines. També hi ha cors exclusius de dones o d'homes, com seria el cas de la Federació de Cors de Clavé. A Catalunya, es calcula que hi ha més de trenta mil cantaires federats en el Moviment Coral Català, que agrupa totes les federacions corals i que té un fort reconeixement internacional.

## Estructura
Els cors són sovint dirigits per un director, mestre de cor o director de cor. Molt sovint, els cors estan formats per quatre seccions destinades a cantar en harmonia de quatre parts, però no hi ha límit al nombre de parts possibles sempre que hi hagi un cantant disponible per cantar la part. Per exemple, Thomas Tallis va escriure un motet de 40 parts titulat Spem in alium, per a vuit cors de cinc parts cadascun; mentre que l'Stabat Mater de Krzysztof Penderecki és per a tres cors de 16 veus cadascun, un total de 48 parts. A part de quatre, el nombre de parts més habitual són tres, cinc, sis i vuit.
Els cors poden cantar amb o sense acompanyament instrumental. El cant sense acompanyament se sol anomenar cant a capella (tot i que l' Associació Americana de Directors de Corals desaconsella aquest ús a favor de "sense acompanyament", ja que a capella denota el cant "com a la capella" i gran part de la música sense acompanyament avui és profana). Els instruments d'acompanyament varien molt, des d'un sol instrument (un piano o un orgue de tubs) fins a una orquestra completa de 70 a 100 músics; per als assajos s'utilitza sovint un acompanyament de piano o d'orgue, fins i tot si es preveu una instrumentació diferent per a l'actuació, o si el cor està assajant música no acompanyada. Amb la nova prevalença dels dispositius electrònics, els grups reduïts poden utilitzar-los juntament amb pistes d'aprenentatge tant per a assajos en grup com per a pràctiques privades.
Molts cors actuen en un o molts llocs com una església, un teatre d'òpera, una escola o un ajuntament. En alguns casos, els cors s'uneixen per convertir-se en un cor de "massa" que actua per a un concert especial. En aquest cas, ofereixen una sèrie de cançons o obres musicals per celebrar i oferir entreteniment als altres.

### Paper del director
La direcció és l'art de dirigir una actuació musical, com ara un concert coral, mitjançant gestos visibles amb les mans, els braços, la cara i el cap. Els deures principals del director o director de cor són unificar els intèrprets, establir el tempo, executar preparacions i ritmes clars (metre) i escoltar críticament i donar forma al so del conjunt.
En la majoria de cors, el mateix individu actua com a director musical (encarregat de decidir el repertori i contractar solistes i acompanyants), mestre de cor (o repetidor) (encarregat de formar i assajar els cantants) i director (encarregat de dirigir l'actuació). No obstant això, aquests papers poden estar dividits, sobretot quan el cor es combina amb altres forces, per exemple a l'òpera .
El director d'orquestra o director de coral es troba normalment sobre una plataforma elevada, i pot o no utilitzar una batuta ; l'ús d'una batuta dóna als gestos del director una major visibilitat, però molts directors corals prefereixen dirigir amb les mans per a una major expressivitat, sobretot quan es treballa amb un conjunt més petit. A la dècada de 2010, la majoria dels directors no toquen cap instrument quan es dirigeixen, encara que en períodes anteriors de la història de la música clàssica, dirigir un conjunt mentre tocaven un instrument era habitual.A la música barroca des dels anys 1600 fins a la 1750, els directors que actuen a la dècada de 2010 poden dirigir un conjunt mentre toquen un clavicèmbal o el violí (vegeu Concertino). La direcció mentre toca un piano també es pot fer amb orquestres de teatre musical . La comunicació sol ser no verbal durant una actuació (això és estrictament el cas de la música artística, però en les grans bandes de jazz o les grans formacions de pop, hi pot haver instruccions orals ocasionals). Tanmateix, en els assajos, el director sovint donarà instruccions verbals al conjunt, ja que el director generalment també serveix com a director artístic que elabora la interpretació de la música del conjunt.
Els directors actuen com a guies dels cors que dirigeixen. Trien les obres a interpretar i estudien les seves partitures, a les quals poden fer certs ajustaments (per exemple, pel que fa al tempo, repeticions de seccions, assignació de solos vocals, etc.), treballen la seva interpretació i transmeten la seva visió als cantants. Els directors corals també poden haver de dirigir conjunts instrumentals com les orquestres si el cor està cantant una peça per a cor i orquestra. També poden atendre qüestions d'organització, com ara programar assajos, planificar una temporada de concerts, escoltar audicions i promocionar el seu conjunt als mitjans de comunicació.

## En els serveis de religiosos
Històricament, el repertori cantat es divideix en música sacra o religiosa i música profana. Tot i que gran part de la música religiosa s'ha escrit pensant en els concerts, el seu origen rau en el seu paper en el context de la litúrgia.
La majoria de les esglésies cristianes ortodoxes orientals, alguns grups protestants nord-americans i les sinagogues jueves tradicionals no acompanyen les seves cançons amb instruments musicals. A les esglésies del ritu occidental l'instrument d'acompanyament és generalment l'orgue, encara que a l'Amèrica colonial, l' Església de Moravia utilitzava grups de cordes i de vent. Moltes esglésies que utilitzen un format de culte contemporani utilitzen una petita banda amplificada per acompanyar el cant, i les esglésies catòliques romanes poden utilitzar, a la seva discreció, acompanyament orquestral addicional.

###### Acompanyament
La majoria de les esglésies cristianes ortodoxes orientals, alguns grups protestants nord-americans i les sinagogues jueves tradicionals no acompanyen les seves cançons amb instruments musicals. A les esglésies del Ritu romà l'instrument d'acompanyament és generalment l'orgue, encara que a l'Amèrica colonial, l' Església de Moravia utilitzava grups de cordes i de vent. Moltes esglésies que utilitzen un format de culte contemporani utilitzen una petita banda amplificada per acompanyar el cant, i les esglésies catòliques romanes poden utilitzar, a la seva discreció, acompanyament orquestral addicional.

###### Funció litúrgica
A més de dirigir el cant en què participa la congregació, com els himnes i la música de servei, alguns cors de l'església canten litúrgies completes, incloses les pròpies (introït, gradual, antífones de comunió adequades a les diferents èpoques de l'any litúrgic). Les principals d'aquestes són les esglésies anglicana i catòlica romana; No obstant això, molt més comú és l'execució d'himnes o motets en hores designades al servei.

## Tipus

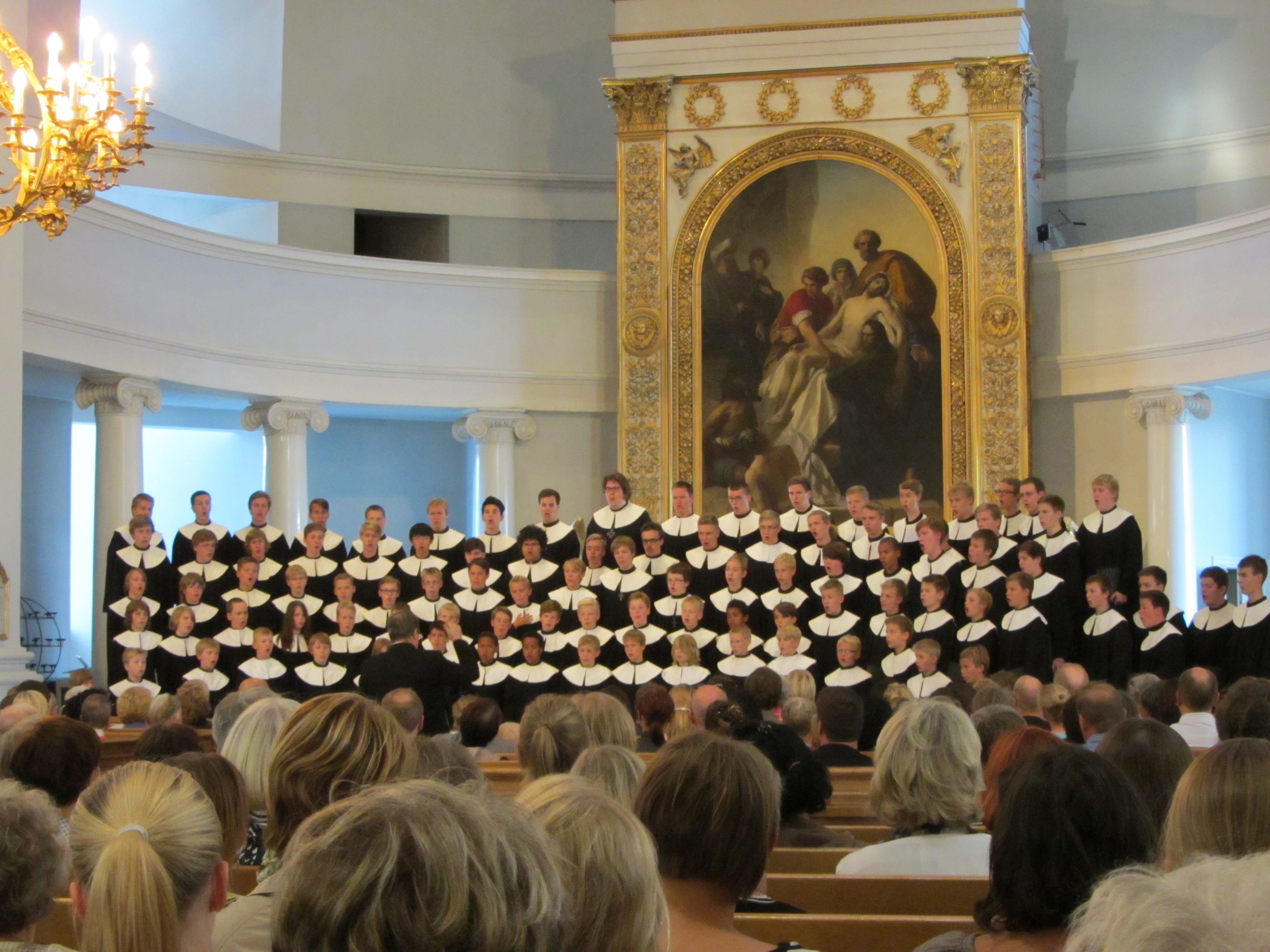
El cor de nois Cantores Minores a la catedral de Hèlsinki l'any 2013

Una de les principals classificacions dels cors és per gènere i edat, ja que tradicionalment s'ha pensat que aquests factors afecten com sona un cor i quina música interpreta. Els tipus s'enumeren aquí en ordre descendent aproximat de prevalença als nivells professional i avançat aficionat o semiprofessional.
- El cor mixt d'adults (amb veus masculines i femenines) és potser el tipus més comú i dominant, normalment format per veus de soprano, contralt, tenor i baix, sovint abreujats com a SATB.[9] Sovint, una o més veus es divideixen en dues, per exemple, SSAATTBB, on cada veu es divideix en dues parts, i SATBSATB, on el cor es divideix en dos cors de quatre parts semi-independents. Ocasionalment també s'utilitza la veu de baríton (per exemple, SATBarB), sovint cantada pels baixos aguts. En cors més petits amb menys homes, els arranjaments SAB o soprano, alt i baríton permeten als pocs homes compartir el paper tant del tenor com del baix en una sola part i els alts també poden cantar la part de tenor.
- Cor d'homes (o cor d'homes i nois) amb la mateixa veu SATB que un cor mixt, però amb nois cantant la part superior (sovint anomenats aguts o nois sopranos) i homes cantant alt (en falset ), també coneguts com a contratenors. Aquest format era fins fa poc el típic del cor de la catedral britànica (per exemple, King's College, St Paul's, Westminster Abbey). Tot i això, ara totes les catedrals accepten dones i noies i el 2019 les dones coristes superen en nombre als homes als cors de les catedrals angleses.[10]
- Cor d'homes (Cor de veu masculina, Männerchor), un cor d'homes adults, només veus baixes, que normalment consta de dos tenors, baríton i baix, sovint abreujat com a TTBB (o ATBB si la part superior canta falset en rang alt). ATBB es pot veure en alguna música de quartet de barberia.
- Cor de nois, un cor de nois, que normalment canten SSA o SSAA, de vegades inclou una part de canviat a tenor per a nois/joves les veus dels quals estan canviant i una part de baríton per a nois/joves les veus dels quals han canviat.
- Cor de dones, un cor de dones adultes, només veus agudes, generalment format per veus de soprano i d'alt, dues parts en cadascuna, sovint abreujades com a SSAA, o com a soprano I, soprano II i alt, abreujat SSA. Si tots els cantants són joves, s'utilitza el terme "cor de noies".
- Cor mixt infantil (amb veus masculines i femenines), sovint SA de dues parts o SSA de tres parts, de vegades més veus.

Els cors infantils de dones i mixtes tendeixen a ser professionalment menys freqüents que els cors de nois de veu alta, els cors d'homes de veu baixa o els cors complets del SATB. Això es deu, en certa manera, a la manca de beques i altres tipus de finançament, i a la manca d'oportunitats professionals per a les dones com la de ser oficines o directores musicals.

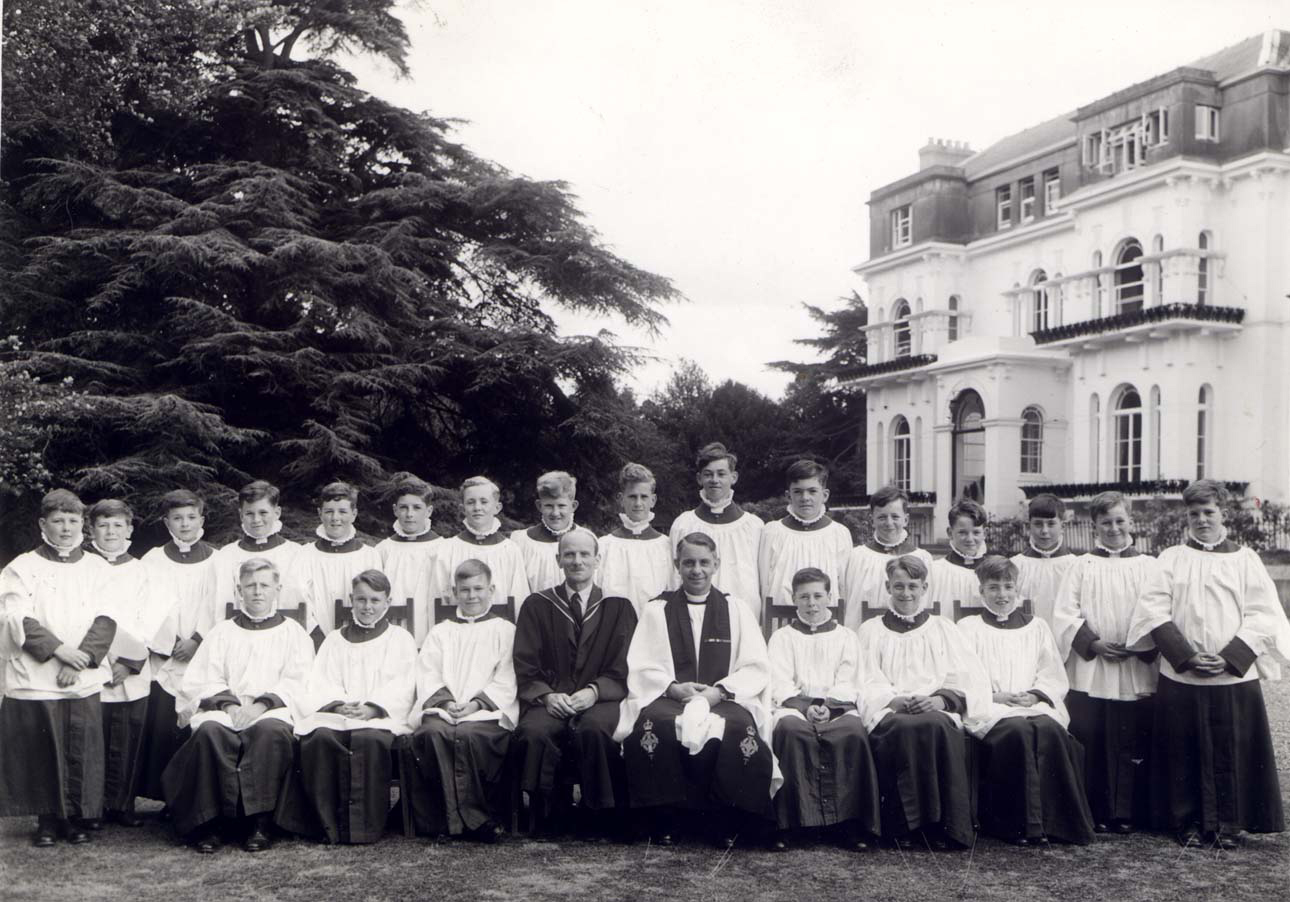
Cor de l'escola Lambrook a la dècada de 1960, un cor típic de l'escola de nois de l'època

Els cors també es classifiquen segons les institucions en què operen:
- Cors de l'església (inclosa la catedral).
- Coral (Kantorei), dedicada a la música cristiana majoritàriament sacra.
- Cor col·legiat i universitari.
- Cor comunitari (de nens o adults)
- Cor professional, independent (per exemple, Anúna, els Sixteen, Archipelago Singers  ) o amb suport estatal (per exemple, BBC Singers, Chamber Choir Ireland, Canadian Chamber Choir, Swedish Radio Choir, Nederlands Kamerkoor, Latvian Radio Choir)
- Cors escolars.
- Cor de signes utilitzant llenguatge de signes en lloc de veus.
- Cor integrat de signes i cants, amb llenguatge de signes i veus i dirigit tant per un director de signes com per un director musical.
- Cors Cambiata, per a nois adolescents les veus dels quals estan canviant.
- Cors virtuals, per a membres que no es reuneixen físicament, alguns d'ells originats durant la pandèmia de la COVID-19.

Alguns cors es classifiquen segons el tipus de música que interpreten, com ara
- Cor Bach: Bach-Chor o Bachchor és el nom d'una sèrie d'organitzacions que porten el nom de Johann Sebastian Bach, sovint interpretant la seva música coral exclusivament, predominantment o històricament.
- Grup de Barbershop: repertori de cançons polifòniques, normalment a quatre veus- a cappella, que van ser molt populars als Estats Units durant els anys 1940.
- Cor de gòspel: estil musical d'origen religiós originat al començament del segle xx als Estats Units entre la població afroamericana, que es caracteritza per polifonies i síncopes
- Espectacle coral, en el qual els membres canten i ballen, sovint en actuacions una mica com musicals
- Cor simfònic.
- Cor de jazz vocal: és un gènere dins de la música jazz on la veu s'utilitza com a instrument.

### A les escoles
Als Estats Units, les escoles secundàries i les escoles secundàries sovint ofereixen el cor com a classe o activitat. Alguns cors participen en concursos. Un tipus de cor popular a les escoles secundàries és el cor d'espectacles. Durant els cicles de secundària i batxillerat la veu dels estudiants està canviant. Tot i que les noies experimenten un canvi de veu, és molt més significatiu en els nois. Molta literatura en educació musical s'ha centrat en com funciona el canvi de veu masculina i com ajudar els cantants adolescents. La investigació realitzada per John Cooksey classifica el canvi de veu masculina en cinc etapes, i la majoria dels nois de secundària es troben en les primeres etapes del canvi. El rang vocal dels estudiants masculins i femenins pot ser limitat mentre la seva veu canvia, i els professors de cor s'han de poder adaptar, la qual cosa pot suposar un repte per ensenyar aquesta franja d'edat.
A nivell nacional, els estudiants masculins estan inscrits al cor en un nombre molt inferior a les seves estudiants femenines. L'àmbit de l'educació musical ha tingut un interès des de fa temps pels "mascles desapareguts" als programes musicals. L'especulació sobre per què no hi ha tants nois al cor i les possibles solucions varien molt. Un investigador va trobar que els nois que gaudeixen del cor a l'escola secundària potser no sempre van al cor de l'institut perquè simplement no encaixa amb els seus horaris. Algunes investigacions especulen que una de les raons per les quals la participació dels nois al cor és tan baixa és perquè els EUA no fomenten els cantants masculins. Sovint, les escoles tindran un cor de dones, la qual cosa ajuda als problemes d'equilibri que s'enfronten els cors mixtes agafant cantants femenines addicionals. Tanmateix, sense un cor d'homes també, això pot empitjorar el problema ja que no donen als nois tantes oportunitats de cantar com les noies. Altres investigadors han observat que tenir un conjunt, o un taller dedicat als cantants masculins, pot ajudar amb la seva confiança i habilitats de cant. Els cors de la catedral britànica solen estar fets d'alumnes matriculats a les escoles.

## Arranjaments a l'escenari

Un possible disseny

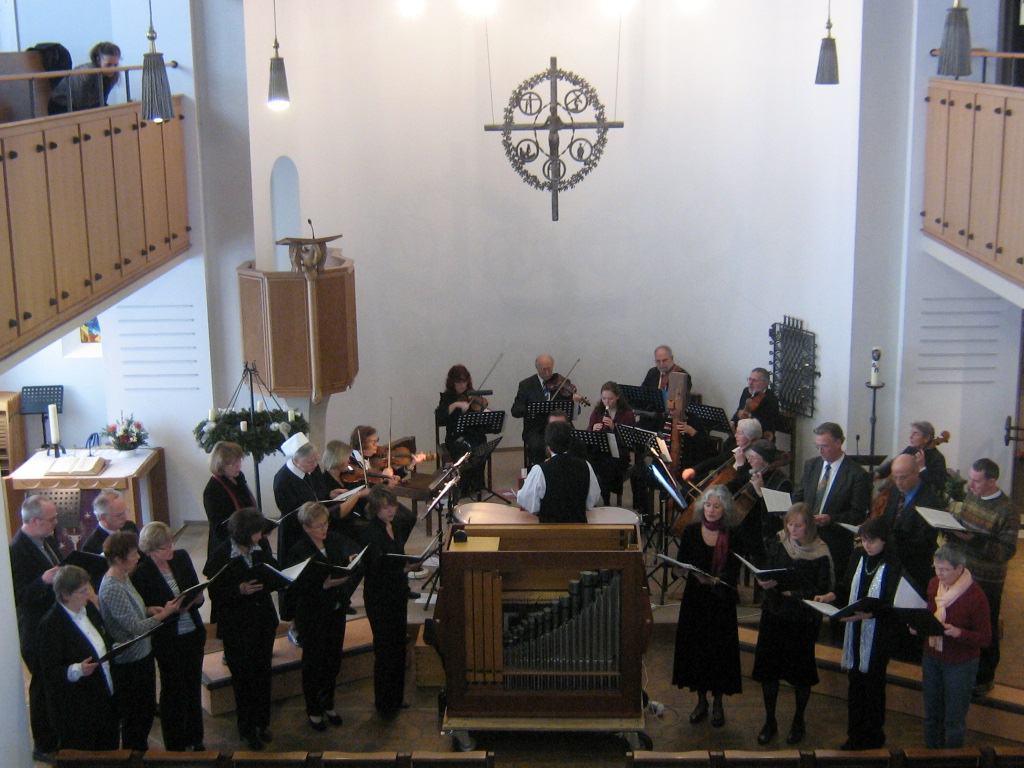
Cor davant l'orquestra

Hi ha diverses escoles de pensament sobre com s'han de disposar les diferents seccions a l'escenari. És la decisió del director sobre on es col·loquen els diferents tipus de veu. En els cors simfònics és habitual (encara que no és en absolut universal) ordenar el cor darrere de l'orquestra de les veus més agudes a les més baixes d'esquerra a dreta, segons la disposició de corda típica. En situacions a capella o acompanyades de piano no és estrany que els homes estiguin al darrere i les dones al davant; alguns directors prefereixen col·locar els baixos darrere de les sopranos, argumentant que les veus exteriors s'han d'afinar entre si.
Els cors més experimentats poden cantar amb les veus totes barrejades. De vegades, els cantants de la mateixa veu s'agrupen en parelles o tres. Els defensors d'aquest mètode argumenten que facilita que cada cantant individual escolti i sintonitzi les altres parts, però requereix més independència de cada cantant. Els opositors argumenten que aquest mètode perd la separació espacial de les línies de veu individuals, una característica d'altra banda valuosa per a l'audiència, i que elimina la ressonància secció, que disminueix el volum efectiu del cor. Per a la música amb cors dobles (o múltiples), normalment els membres de cada cor estan junts, de vegades significativament separats, especialment en interpretacions de música del segle XVI (com les obres a l'estil policoral venecià). En realitat, alguns compositors especifiquen que els cors haurien d'estar separats, com en el War Requiem de Benjamin Britten. Alguns compositors utilitzen cors separats per crear efectes "antifonals", en els quals un cor sembla "respondre" a l'altre cor en un diàleg musical.
També es té en compte l'espaiat dels cantants. Els estudis han trobat que no només la formació real, sinó la quantitat d'espai (tant lateralment com circumambientalment) afecta la percepció del so per part dels coristes i els auditors.

## Història

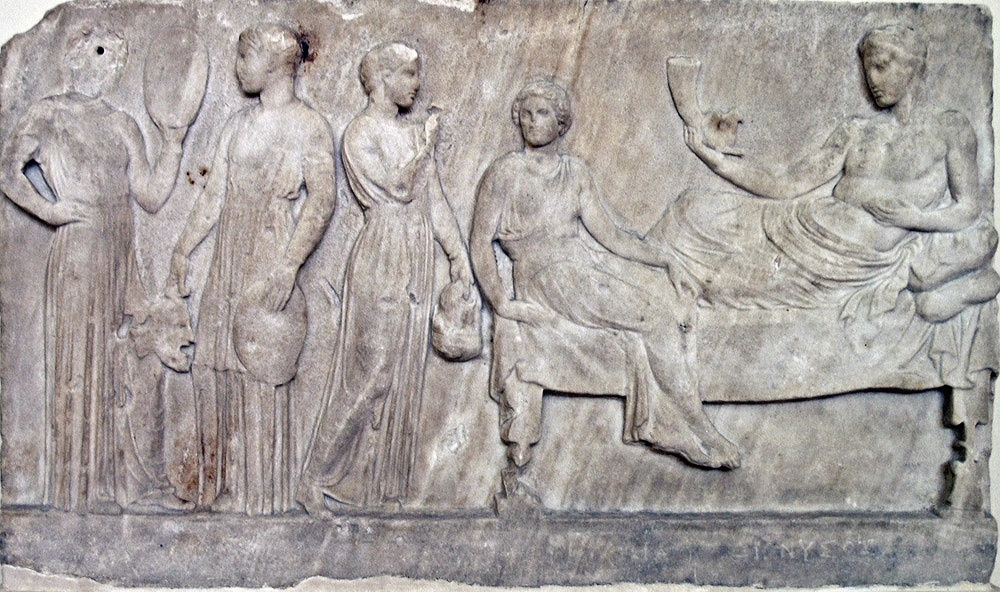
Relleu, ara a Atenes, que mostra a Dionís amb actrius (possiblement de The Bacchae) portant màscares i tambors

### Antiguitat
Els orígens de la música coral es troben en la música tradicional, ja que el cant en grans grups està molt estès a les cultures tradicionals (tant cantant en una part, o a l'uníson, com a l'Antiga Grècia, així com cantant en parts, o en harmonia). com en la música coral europea contemporània).
El repertori coral inequívoc més antic que sobreviu és el de l'antiga Grècia, del qual hi ha himnes de Delfos del segle II aC i del segle ii. els himnes de Mesomedes són els més complets. El cor grec original va cantar la seva part en el drama grec, i es coneixen fragments d'obres d'Eurípides (Orestes) i Sòfocles (Àiax) dels papirs. L'epitafi de Seikilos (2c aC) és una cançó completa (encara que possiblement per a veu solista). Un dels darrers exemples, l'himne Oxyrhynchus (3c) és també d'interès com la música cristiana més antiga.
De la música del drama romà, una única línia de Terenci va sorgir al segle XVIII. Tanmateix, el musicòleg Thomas J. Mathiesen comenta que ja no es creu que sigui autèntic.

### Música renaixentista

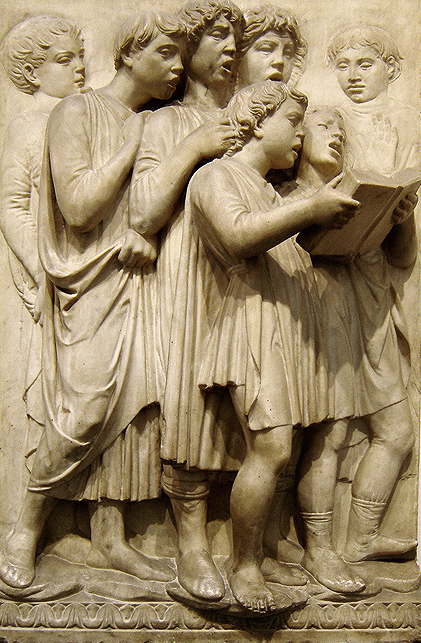
Luca della Robbia 's Cantoria, Museo dell'Opera del Duomo, Florència

Durant el Renaixement, la música coral sacra va ser el principal tipus de música formalment anotada a Europa occidental. Al llarg de l'època, es van compondre centenars de misses i motets (a més de diverses altres formes) per a cor a capella, tot i que hi ha certa disputa sobre el paper dels instruments durant certs períodes i en determinades àrees. Alguns dels compositors més coneguts d'aquesta època inclouen Guillaume Dufay, Josquin des Prez, Giovanni Pierluigi da Palestrina, John Dunstable i William Byrd ; les glòries de la polifonia renaixentista eren corals, cantades per cors de gran habilitat i distinció arreu d'Europa. La música coral d'aquest període continua sent popular entre molts cors arreu del món avui dia.
En aquesta època neix el madrigal, una cançó de parts concebuda perquè els aficionats la cantin en un ambient de cambra . Tot i que inicialment els madrigals eren escenaris dramàtics de poesia d'amor no correspost o històries mitològiques a Itàlia, es van importar a Anglaterra i es van fusionar amb el balletto més ballat, celebrant cançons despreocupades de les estacions o menjar i beure. Per a la majoria dels angloparlants, la paraula madrigal ara fa referència a aquest últim, més que als madrigals pròpiament dits, que es refereixen a una forma poètica de versos que consta de set i onze síl·labes cadascun.
La interacció de veus cantades en la polifonia renaixentista va influir en la música occidental durant segles. Els compositors s'entrenen de manera rutinària en l'"estil Palestrina" fins als nostres dies, especialment tal com ho va codificar el teòric de la música del segle XVIII Johann Joseph Fux. Els compositors de principis del segle XX també van escriure en estils d'inspiració renaixentista. Herbert Howells va escriure una Missa en el mode Dorian completament en estricte estil renaixentista, i la Missa en Sol menor de Ralph Vaughan Williams és una extensió d'aquest estil. Anton Webern va escriure la seva dissertació sobre el Choralis Constantinus d'Heinrich Isaac i les tècniques contrapuntístiques de la seva música en sèrie es poden informar d'aquest estudi.

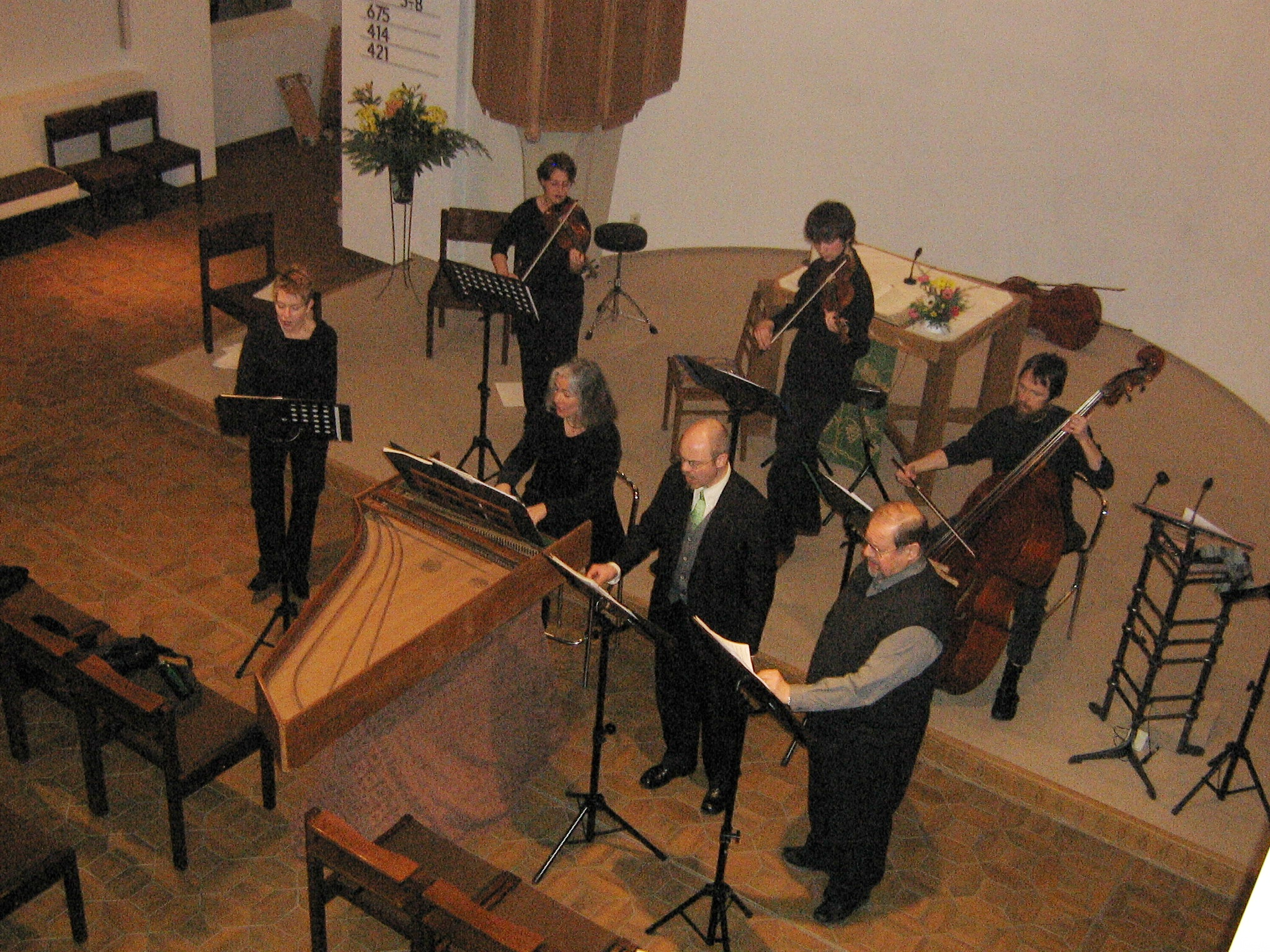
Cantata barroca amb una veu per part

### Música barroca
El període barroc en la música s'associa amb el desenvolupament cap al 1600 del baix figurat i el sistema de baix continu. La part de baix figurat va ser interpretada pel grup de baix continu, que com a mínim incloïa un instrument per tocar acords (per exemple, orgue de tubs, clavecí, llaüt) i un instrument de baix (per exemple, violone). La música vocal barroca va explorar implicacions dramàtiques en l'àmbit de la música vocal solista com les monodies de la Camerata florentina i el desenvolupament de l'òpera primerenca. Aquesta innovació era, de fet, una extensió de la pràctica establerta d'acompanyar la música coral a l'orgue, ja sigui a partir d'una partitura esquelètica reduïda (a partir de la qual de vegades es poden reconstruir peces perdudes) o a partir d'un baix següent, una part en un únic pentagrama que conté el més baix. part sonora (la part del baix).

Un nou gènere va ser el concertat vocal, combinant veus i instruments; els seus orígens es poden buscar en la música policoral de l'escola veneciana . Claudio Monteverdi (1567–1643) la va portar a la perfecció amb les seves Vespres i el seu Vuitè Llibre de Madrigals, que demanen un gran virtuosisme tant per part dels cantants com dels instruments. (El seu cinquè llibre inclou un baix continu "per a clavecí o llaüt".) El seu alumne Heinrich Schütz (1585–1672) (que havia estudiat abans amb Giovanni Gabrieli) va introduir el nou estil a Alemanya. Al costat de la nova música de la seconda pratica, es van continuar escrivint motets contrapuntístics a l' estil antico o estil antic fins ben entrat el segle XIX. Els cors en aquesta època eren generalment bastant petits i els cantants es podien classificar com a aptes per a l'església o per al cant de cambra. Monteverdi, ell mateix cantant, està documentat com a participant en interpretacions del seu Magnificat amb una veu per part.
| Cor d'Al·leluia                                                                                           |
| |
| El Cor d'Al·leluia, del Messies de George Frideric Handel, és un dels cors més famosos de tots els temps. |
| |

L'acompanyament instrumental independent va obrir noves possibilitats per a la música coral. Himnes en versos alternaven solos acompanyats amb seccions corals; els compositors més coneguts d'aquest gènere van ser Orlando Gibbons i Henry Purcell . Els grans motets (com els de Lully i Delalande) van separar aquestes seccions en moviments separats. Oratoris (dels quals Giacomo Carissimi va ser un pioner) va estendre aquest concepte a obres de concert, generalment basades en històries bíbliques o morals.
El cim de la música coral barroca, (especialment l'oratori), es pot trobar a les obres de George Frideric Händel, especialment el Messies i Israel a Egipte. Mentre que el cor modern de centenars va haver d'esperar el creixement de les societats corals i el seu concert de commemoració del centenari, Händel ja utilitza una varietat de forces intèrprets, des dels solistes dels himnes de Chandos fins a grups més grans (les proporcions dels quals encara són força diferents de les modernes). cors d'orquestra):
| «                                       | Ahir [oct. 6] hi va haver un assaig dels Coronation Hymne a Westminster-Abby, musicat pel famós Mr Hendall: hi havia 40 veus, i uns 160 violins, Trompetes, oboès, Timbals i el baix proporcional..! | » |
| — Norwich Gazette, 14 d'octubre de 1727 | |   |

Els compositors luterans van escriure cantates acompanyades instrumentalment, sovint basades en melodies corals. Existeixen obres corals sagrades substancials de finals del segle xvii en la tradició alemanya emergent (les cantates de Dietrich Buxtehude en són un exemple), encara que la cantata de l'església luterana no va assumir la seva forma més codificada i reconeixible fins a principis del segle XVIII. Georg Philipp Telemann (basat a Frankfurt) va escriure més de 1.000 cantates, moltes de les quals van ser gravades i publicades (per exemple, el seu Harmonische Gottesdienst ) i Christoph Graupner (basat a Darmstadt) al llarg de 1400. Les cantates de Johann Sebastian Bach (1685–1750) són potser la contribució més reconeixible (i interpretada sovint) a aquest repertori: el seu obituari esmenta cinc cicles complets de les seves cantates, dels quals tres, que comprenen unes 200 obres, es coneixen avui dia, a més de motets. El mateix Bach rarament utilitzava el terme cantata. Motet es refereix a la seva música d'església sense acompanyament d'orquestra, però els instruments que toquen colla part amb les veus. Les seves obres amb acompanyament consisteixen en les seves Passions, misses, el Magnificat i les cantates.